# Вестерстеде
Вестерстеде (њем. Westerstede) град је у њемачкој савезној држави Доња Саксонија. Једно је од 6 општинских средишта округа Амерланд. Према процјени из 2010. у граду је живјело 21.964 становника. Посједује регионалну шифру (AGS) 3451007, NUTS (DE946) и LOCODE (DE WSE) код.

## Географски и демографски подаци
Вестерстеде се налази у савезној држави Доња Саксонија у округу Амерланд. Град се налази на надморској висини од 6 метара. Површина општине износи 179,2 km². У самом граду је, према процјени из 2010. године, живјело 21.964 становника. Просјечна густина становништва износи 123 становника/km².

## Међународна сарадња
| Мјесто | Држава | Врста сарадње | Од    |
| ------ | ------ | ------------- | ----- |
|        | Пољска | партнерство   | 2004. |
| Извор  |        |               |       |